# Tandradmotor
Een tandradmotor of tandwielmotor werkt volgens hetzelfde principe als een tandradpomp of tandwielpomp maar dan omgekeerd. Een  tandradmotor wordt gebruikt om hydraulische energie in mechanische energie om te zetten.
De tandradmotor behoort tot de zogenaamde verdringermotoren, hetgeen betekent dat er een vaste relatie bestaat tussen het slagvolume (verdrongen volume per omwenteling), het  toerental en de doorstroming. De tandradmotor is een eenvoudige motor en is daarom relatief goedkoop. Het volumetrisch rendement (lekkage), evenals het hydraulisch/mechanische rendement (wrijving) van deze motoren is vrij slecht. Tandwielmotoren worden in relatief simpele systemen gebruikt waarbij de druk in de regel niet  groter is dan een 100 bar.